# Gerhardsbrunn
Gerhardsbrunn è un comune di 157 abitanti della Renania-Palatinato, in Germania.
Appartiene al circondario (Landkreis) di Kaiserslautern (targa KL) ed è parte della comunità amministrativa (Verbandsgemeinde) di Bruchmühlbach-Miesau.